# Gampsocleis carinata
Gampsocleis carinata är en insektsart som beskrevs av Bei-bienko 1951. Gampsocleis carinata ingår i släktet Gampsocleis och familjen vårtbitare. Inga underarter finns listade i Catalogue of Life.